# Dafne Palacios
Dafne Palacios Loyola (ur. 20 kwietnia 1999) – chilijska zapaśniczka walcząca w stylu wolnym. Dziewiąta na igrzyskach panamerykańskich w 2023. Piąta na mistrzostwach panamerykańskich w 2021. Brązowa medalistka mistrzostw Ameryki Południowej w 2019 roku.